# Wolfgang Paul (Informatiker)
Wolfgang Jakob Paul (* 1951 in Dudweiler, Saarland) ist ein deutscher Informatiker.

## Leben
Paul studierte von 1970 bis 1972 Informatik an der Universität des Saarlandes in Saarbrücken und promovierte 1973 bei Günter Hotz mit dem Thema Zeitkomplexität von Algorithmen zum Umordnen endlicher Mengen. Nach zwei Jahren als Postdoc an der Cornell University in Ithaca (New York)  war er von 1976 bis 1982 Wissenschaftlicher Rat und Professor für Mathematik an der Universität Bielefeld. Nach weiteren vier Jahren in den USA, diesmal am IBM-Forschungslaboratorium in San José, nahm er 1986 eine Professur an der Universität des Saarlandes an, die er noch heute innehat. Er war von 1990 bis 1992 Prodekan der Informatikfakultät und von 1998 bis 2000 Dekan der Technischen Fakultät. Neben seiner wissenschaftlichen Laufbahn erwarb er 1982 einen Gesellenbrief als Koch. Im Jahr 2006 wurde er zudem Mitglied der Academia Europaea.

## Werk
Wolfgang Paul beschäftigt sich vor allem mit dem Rechner- und Hardwaredesign sowie der formalen Verifikation von Prozessoren und Mikrokerneln. Für seine Leistungen wurde er 1987 zusammen mit Kurt Mehlhorn und seinem Doktorvater Günter Hotz mit dem Leibnizpreis der Deutschen Forschungsgemeinschaft ausgezeichnet.

## Auszeichnungen
- IBM Invention Achievement Award, 1986
- Gottfried-Wilhelm-Leibniz-Preis, 1987
- Ehrendoktorwürde von der russischen Staatlichen Technischen Universität Chabarowsk